# Вільям Джеймс Біл
Ві́льям Джеймс Біл (англ. William James Beal; 11 березня 1833р.— 12 травня 1924р.)  — американський вчений-ботанік. Він був піонером в розробці гібридної кукурудзи і засновником ботанічного саду В.Дж.Біла. Також відомий завдяки Гермінаційному експерименту, покликаному спостерігати за живучістю насіння. 

## Біографія
Вільям Біл народився в місті Едріан, штат Мічиган, в родині Вільяма та Рейчел Біл (до шлюбу Комсток). Його батьки були поселенцями з Нью-Йорку, фермерами та одними з перших Квакерів
Біл навчався в декількох університетах, де отримав такі ступені: 
- AB (бакалавр мистецтв) в Університеті штату Мічиган 1859 року.
- AM (магістр мистецтв) в Університеті штату Мічиган 1862 року.
- SB (бакалавр наук) в університеті Гарвард 1865 року.
- MS (магістр наук) в Університеті Чикаго 1875 року.

Володіє рядом почесних ступенів. 
Між 1858 та 1861 р.р. викладав природничі науки в Академії Друзів Юніон Спрінгс, штат Нью-Йорк.
Він був профессором ботаніки в університеті Чикаго в 1868-70-х роках, а потім відправився на Мічиганський сільськогосподарський коледж (MAC) (нині Університет штату Мічиган (MSU)), де почав працювати професором ботаніки (1871—1910 р.р.) і куратором музею (1882—1903 р.р.). Під час роботи в MAC, він був запрошений Ліберті Хайд Бейлом працювати в якості асистента Аси Грея при Гарвардському університеті протягом двох років (1883—1884 р.р.). 
Також він займав посаду директора Державної лісової комісії (1889—1892 р.р.).
Одружився з Ганною Біл (до шлюбу Прауд) в 1863 році.
Біл був засновником МДУ ботанічного саду В. Дж. Біла, найстарішого, безперервно працюючого ботанічний саду в Сполучених Штатах. 
Один з піонерів в розробці гібридної кукурудзи. 
Автор праць "Нова ботаніка", "Трави Північної Америки" та "Історія Мічиганського сільськогосподарського коледжу".
У 1887 році він і професор Ролла К. Карпентер створили «Колледжевілл», перший в околицях, що пізніше став Іст Ленсінг.
Він вийшов на пенсію в Амхерсті (штат Массачусетс), де помер в 1924 році.

## Гермінаційний експеримент
У 1879 році Біл почав один з найдовших експериментів в ботаніці, що продовжується і понині. 
За очікуваннями дослідника послідовність експерименту повинна була мати такий вигляд:
1. 20 пляшок з вузьким горлом розміром 3 на 7 дюймів (7,68 на 17,78 см) заповнюються сумішшю з піску і 50-х насінин трав 23 різних видів.[5]
2. Пляшки закопуються догори дном, щоб уникнути потрапляння води.
3. Одна, будь-яка з пляшок розкопується кожні п'ять років.
4. Насіння, що зібране з пляшки, висаджується в ґрунт.
5. Відбувається спостереження за числом насінин, що проростуть.[5]

Головною метою експерименту є дослідження живучості насіння, зокрема наскільки довго воно може володіти життєздатністю в ґрунті після тривалого зберігання.
Послідовники досліду згодом дещо змінили умови експерименту: замість п'яти років став використовуватися інтервал в десять, згодом — раз кожні два десятиліття.  
Розкупорювання 15-ї пляшки відбулося навесні 2000 року професором рослинної біології, Френком Телевські. 2 види рослин з 21 проросли. 
Розкопки 16-ї пляшки були відкладені через обмеження COVID-19. Телевські та наступники, яких він призначив продовжувати експеримент після його виходу на пенсію, чекали до квітня 2021 року. 
Кінець досліду запланований на 2100 рік - станом на 2023 рік залишилися ще 4 пляшки з 23-х.
[18]

## Цитати
|                     | Просто вивчення назви рослини або її частини більше не можна виставляти як повноцінне навчання. англ. Merely learning the name of a plant or parts of a plant can no longer be palmed off as valuable training. |
| — Вільям Джеймс Біл | |